# 4950 House
4950 House este un asteroid din centura principală, descoperit pe 7 decembrie 1988 de Eleanor Helin.